# Stora Bugärde
Stora Bugärde è un'area urbana della Svezia situata nel comune di Härryda, contea di Västra Götaland.
La popolazione rilevata nel censimento 2010 era di 367 abitanti .